# Anna M. Blom

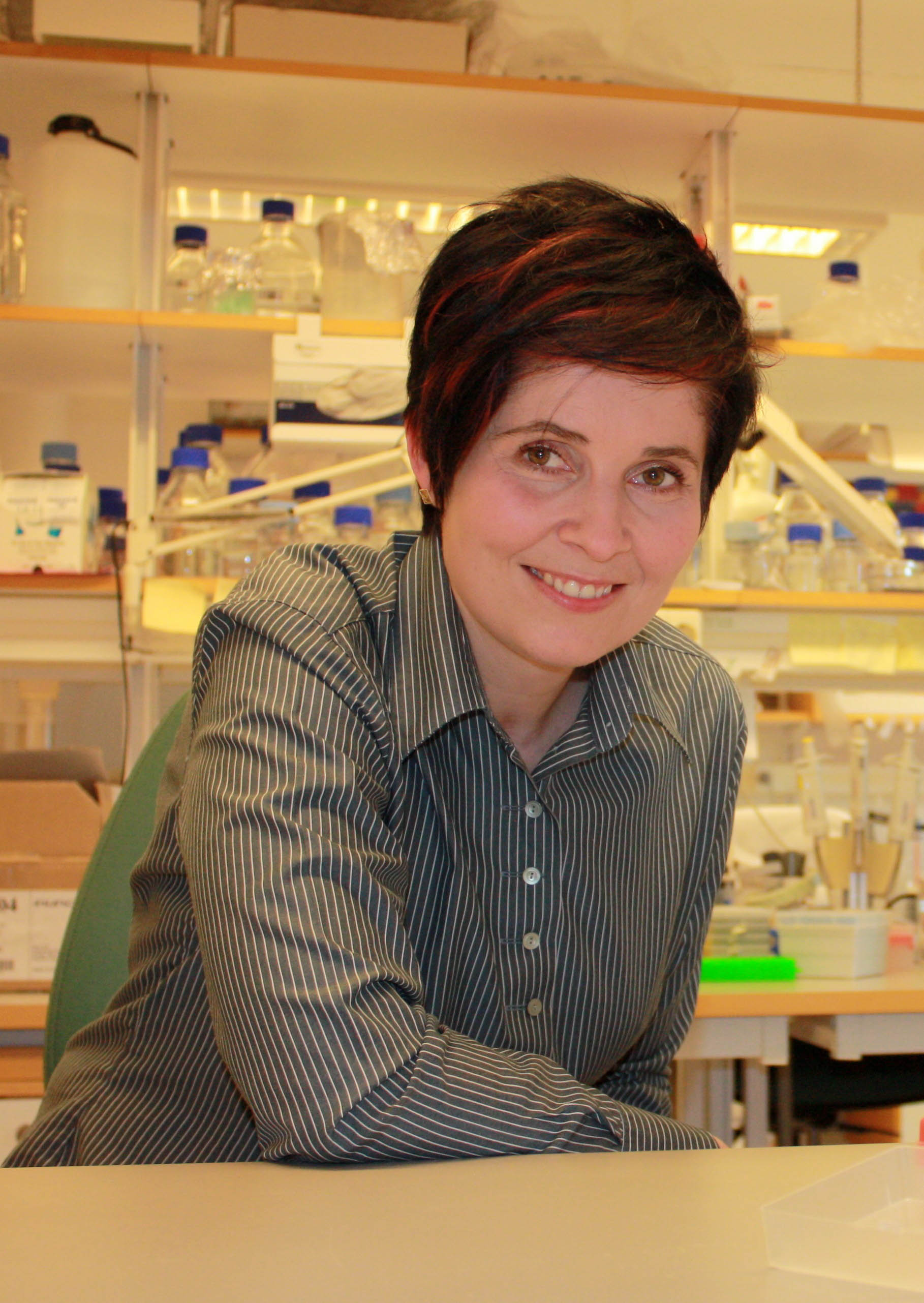
Anna Blom i laboratoriet 2012.

Anna Maria Blom, född den 25 december 1969 i Kraków, Polen, är en svensk immunolog och biokemist.
Anna Blom tog magisterexamen i molekylärbiologi/biokemi 1993 efter att ha studerat vid Jagellonska universitetet i Kraków och disputerade 1997 i medicinsk och fysiologisk kemi vid Uppsala universitet. Hon blev 2001 docent i experimentell klinisk kemi vid Lunds universitet och 2006 professor i medicinsk proteinkemi vid Lunds universitet.
Hennes forskning är fokuserad på komplementsystemet, en viktig del av den medfödda immunsystemet. Systemet har betydelse för infektioner samt sjukdomar som cancer, reumatoid artrit, systemisk lupus erythematosus, hemolytiskt uremiskt syndrom och åldersrelaterad makuladegeneration.
Anna Blom är medlem av Kungliga Vetenskapsakademin från 2023.